# Cadillac Calais
O Calais é um automóvel sedan de porte grande da Cadillac.